# Asturodes bioalfae
Asturodes bioalfae is een vlinder uit de familie van de grasmotten (Crambidae), uit de onderfamilie van de Spilomelinae. De wetenschappelijke naam van deze soort is voor het eerst voorgesteld door Maria Alma Solis in een publicatie uit 2020.
De soort komt voor in Costa Rica.